# 稲多宿場記念碑

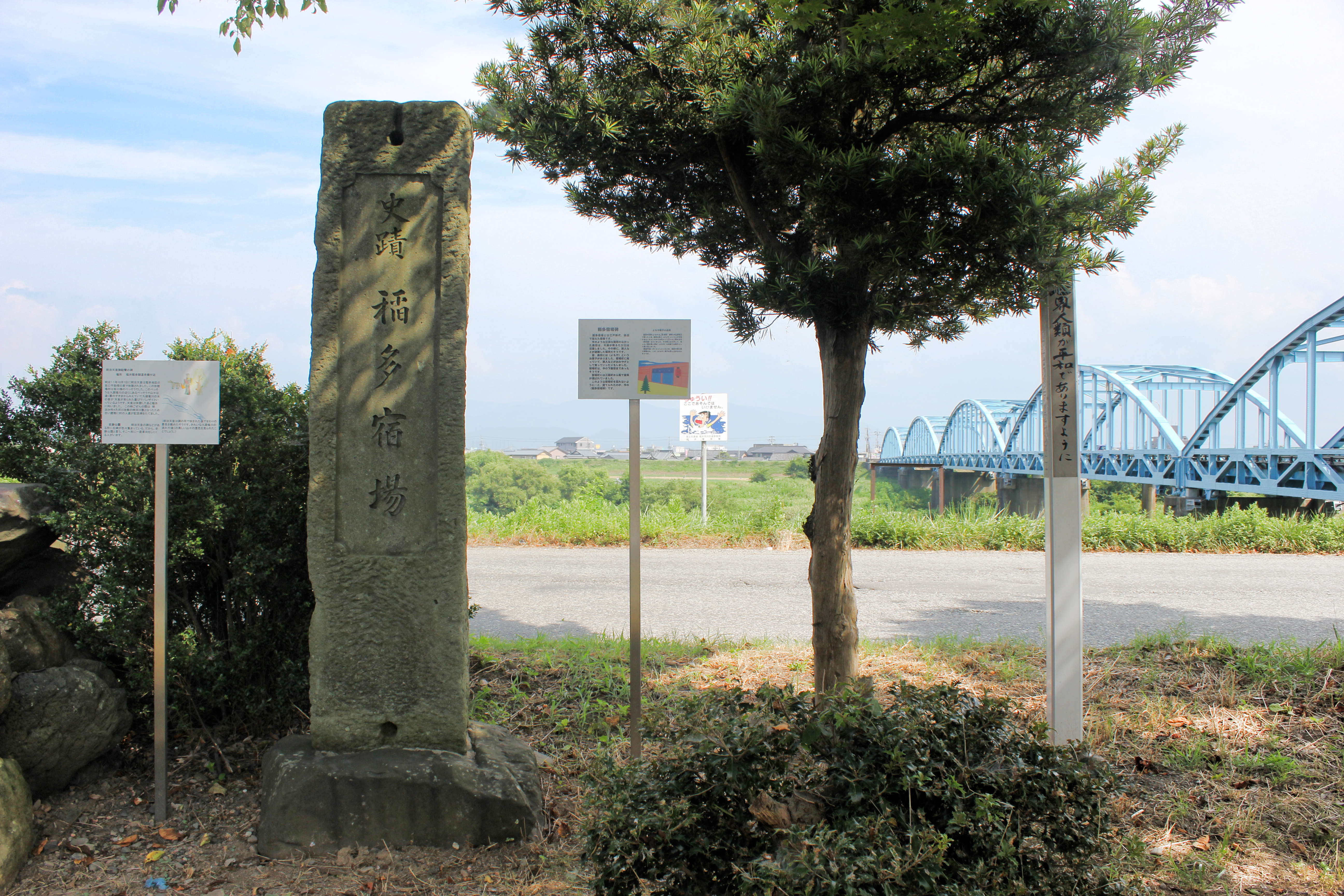
稲多宿場記念碑

稲多宿場記念碑（いなだしゅくばきねんひ）は、福井県福井市稲多元町にある石碑である。

## 概要
江戸時代(1603年～1867年)に建てられた。
昔から稲多の宿は北陸街道の要所として栄え、川と舟橋を中心として幾多の歴史を作って来た。南詰には橋奉行（四王大但馬守）を置いて人の流れをチェックし、北詰には本陣脇本陣、旅人宿、茶屋が軒を連ねていた。また、福井藩の御蔵が多く置かれ水運の権利を持って年貢米、材木、魚類等の運搬にあたって繁栄した。